# Cariblattoides minor
Cariblattoides minor är en kackerlacksart som beskrevs av Rocha e Silva 1964. Cariblattoides minor ingår i släktet Cariblattoides och familjen småkackerlackor. Inga underarter finns listade.